# ヒグチアイ
ヒグチ アイ（1989年11月28日 - ）は、日本の女性シンガーソングライター。香川県生まれ、長野県長野市育ち。ビクターミュージックアーツ所属。所属レーベルはポニーキャニオン。

## 略歴
※公式サイトのプロフィール等を参照。
母親が音楽の先生だったこともあり、2歳のころからピアノを習い、その後ヴァイオリン、合唱、声楽、ドラム、ギターなど様々な音楽に触れる。
長野県長野吉田高等学校卒業。
音楽活動をやりたかったので、大学進学（音楽大学ジャズ・ヴォーカル専攻）を条件に上京させてもらう。以後、東京に在住。長野時代にデモ音源を送っていた事務所の人間などからアドバイスをもらい、18歳で鍵盤弾き語りシンガーソングライターとして活動を開始。あるオーディションで約4,000組の中から最優秀賞を獲得する。
2012年9月6日、渋谷O-WESTにて自主企画とレコ発ライブを行う。
2013年9月5日、渋谷O-WESTで再び自主企画を行い、200人以上を動員。年間150本以上のライブをこなしながら自主制作のCDを精力的に販売する地道な活動の結果、Twitterのフォロワー数が5,000人を超える。
2014年2月26日、シンガーソングライターの大柴広己（音楽レーベルZOOLOGICAL主宰）を音楽プロデューサーに迎え、「ZOOLOGICAL」レーベルより、ファーストアルバム「三十万人」を全国リリース。アルバム発売から約3か月間で全国50か所の全国ツアーを敢行する。
2015年3月18日、セルフプロデュースによるセカンドアルバム「全員優勝」をビクターミュージックアーツよりリリースし、全国約40ヶ所でのライブツアーを敢行。その集大成として、5月15日に東京・渋谷WWWでバンドセット、24日に大阪・Music Club JANUSでアコースティックセットでのライブを開催。
2016年11月、アルバム『百六十度』をテイチクエンタテインメント内のレーベル・TAKUMI NOTEからリリースし、メジャーデビュー。アルバムジャケットはマンガ家・史群アル仙が描き下ろした。
2017年1月、「ヒグチアイ『百六十度』ツアー2017〜東名阪ワンマンライブ」を行う。その後、4月22日の長野JUNKBOX公演まで、全国ツアーを敢行。7月5日、夏をコンセプトにしたミニアルバム「猛暑ですe.p」をリリース。同月末に「FUJI ROCK FESTIVAL '17」に初出演。8月下旬より東名阪ツアー「ヒグチアイ（夏）ソロコンサート〜まだまだ猛暑ですツアー〜」を開催。10月20日より全国ツアー「好きな人の好きな人 -巡業編-」を開催。
2020年6月、初のベストアルバム『樋口愛』を同年9月2日にリリース。アルバムタイトルは自身の本名だと、2020年6月18日放送ABCラジオよなよな木曜日の電話インタビューで発表された。また10月には、東京都渋谷区が新たに発足した『渋谷区観光協会 観光フェロー』に就任した。
2021年3月、以前からヒグチアイの音楽のファンだと公言していた伊集院光のラジオ、TBSラジオ「伊集院光とらじおと」に生出演した。3月27日からは中山優馬主演の＜シンフォニー音楽劇「蜜蜂と遠雷」～ひかりを聴け～＞のヒロイン役に抜擢され出演。舞台初挑戦で天才ピアニスト役を演じる。4月、レーベルをポニーキャニオンに移籍し「縁」(ゆかり)を配信リリース。「縁」はジェーン・スー原作のテレビ東京系 ドラマ24『生きるとか死ぬとか父親とか』のエンディングテーマとして書き下ろした。ドラマのエンディングで主演の吉田羊と國村隼が「縁」をリップシンクする映像も話題になった。6月、THE CHARM PARKを招いた自主企画「HIGUCHIAI presents 好きな人の好きな人　－ 入 梅 －」を大阪・umeda TRADと東京・日本橋三井ホールで開催。9月から3ヶ月連続で「働く女性」をテーマにした三部作「悲しい歌がある理由」「距離」「やめるなら今」を立て続けに配信リリース。「やめるなら今」のミュージックビデオには以前からヒグチアイの音楽のファンだったという女性ピン芸人の吉住が出演した。11月公開のNetflix映画『ボクたちはみんな大人になれなかった』ティザー予告で「東京にて」が起用される。メジャーデビュー5周年を記念したワンマンライブ、ヒグチアイ 5TH ANIV 独演会 [ 真 感 覚 ]が11月22日に大阪・梅田クラブクアトロで11月26日に東京・よみうり大手町ホールで開催された。自身が企画・取材・編集までを務める雑誌「うふふ～生き抜く力と息抜く言葉～」の第二号が11月末より全国書店にて発売される。
2022年1月、TVアニメ『進撃の巨人』The Final Season Part 2のエンディングテーマに抜擢され書き下ろした新曲「悪魔の子」を配信リリース。Apple Music J-Popランキングでは100か国以上で1位を獲得し、iTunes Store J-Popランキングでも40か国で1位を獲得。Spotifyバイラルトップ50 ではインドネシア、台湾、香港、マレーシア、シンガポール、ベトナムの各国で1位を獲得。日本でも3位を記録し、グローバルチャートでも5位にランクインするなど世界中のチャートを席巻。3月2日、4枚目のオリジナルアルバム「最悪最愛」をリリース。アルバムリリース後、六本木・EXシアターと大阪・umeda TRADでバンドセットワンマンライブHIGUCHIAI band one-man live 2022 [ 最悪最愛 ]を開催。4月からは弾き語り全国ツアーHIGUCHIAI solo tour 2022 [ 最悪最愛 ]を行う。10月から放送されたアニメ『ぼっち・ざ・ろっく!』にてテーマ曲および劇中歌の作詞を行い、高い評価を受け、自他共に認める「下北沢の文豪」の異名を得る。
2024年12月14日、インディーズデビュー10周年記念スペシャルライブ『HIGUCHIAI ALL TIME BEST LIVE “元気じゃなくてもまた会いましょう”』を東京国際フォーラム ホールCで開催。同公演には、ひぐちけい（ギター）、御供信弘（ベース）、伊藤大地（ドラムス）の他、コーラス隊の一員としてお笑い芸人のパーマ大佐、開演前影ナレーションとして、お笑いコンビ・オズワルド、コーラス・アレンジとして倉品翔（GOOD BYE APRIL）らが参加した。
2025年2月14日、アフロ（MOROHA）とのバンド『天々高々』としての1stシングル「ロマンス」を配信リリース。ただしこの時点では、ヒグチがバンドに参加していることは公表されておらず、バンドメンバーに関しての詳細が公表されたのは、同年7月になってからである。
2025年7月9日、3ヶ月連続リリース『独り言』三部作の第1弾楽曲「エイジング」を配信リリースし、吉村和晃が監督を務めたMVをヒグチアイ公式YouTubeで公開。また8月6日には、第二弾楽曲「わたしの代わり」を配信リリースし、13日には前作と同じく吉村和晃を監督に迎え、地元・長野県で撮影したMVを公式YouTubeチャンネルで公開した。

## 人物
ピアノの弾き語りでのライブを基本としているが、バンド形態でのライブも行う。
音楽を聴き込むタイプではなく、基本は流し聴きしている。
初めて作曲したのは小学校4年生の時。ちょうど長野オリンピックの頃で、「さよならオリンピック」というタイトルの曲を書いてそれで終わりだった。本格的に曲を書いたのは高校3年生の時。高校では東京事変のコピーバンドを組んでいたが、受験シーズンに入って集まれなくなったのを機に、「一人で音楽を続けるならオリジナル曲を」と思って改めてきちんと曲を書き始めた。
サッカー好きで日本代表の試合をスタジアムで観戦したり、欧州のサッカーリーグ（主にプレミアリーグ）の試合をDAZNで観戦している。また相撲好きで枡席で相撲観戦する姿が大相撲中継に度々映り込んでいる。
BL作品が大好きで、ヒグチにとって初めてのBL関連の仕事になった映画『その恋、自販機で買えますか?』（2023年10月1日公開）の主題歌を担当した際には、BL関連の仕事ができた嬉しさから興奮を隠せなかった程。また2024年1月19日から、BLに特化したネット通販サイト「コミコミスタジオ」にて、BLに関する連載コラム『ヒグチアイとBL沼にハマりませんか? in コミコミスタジオ』の執筆もしている。

## サポートメンバー
ライブはピアノ弾き語りの他、主に刄田綴色と山崎英明との「最強3ピース」と実妹ひぐちけいとパーカッションとの「前衛的3ピース」、そしてワンマンライブの5人編成バンドで行っている。 
- 大柴広己（ギター） - アルバム『三十万人 』レコーディング[24]。
- オギノメリョウ（ベース） - アルバム『三十万人 』レコーディング[24]。
- 吉本ヒロ（ドラム） - アルバム『三十万人 』レコーディング[24]。
- 山崎英明（ベース、ex.School Food Punishment、siraph） - 「ヒグチアイ最強スリーピース」として活動[25]。
- 刄田綴色（パーカッション、ex.東京事変） - 「ヒグチアイ最強スリーピース」として活動[25]。
- マシータ（ドラム、ex.BEAT CRUSADERS） - 2013年から鍵盤弾き語りxドラムのデュオとして活動[26]。その後、バンド編成でも参加[25]
- あすな（バイオリン）[25]。
- 駒野逸美（トロンボーン、The Bon Bones）[25]
- ひぐちけい（ギター、コーラス） - 実妹。「ヒグチアイ前衛的スリーピース」として活動。Chelsyなどのサポートも務める[23]。
- 細沼章吾a.k.a.ぬましょう（パーカッション、Manhole New World） - 「ヒグチアイ前衛的スリーピース」として活動。

## ディスコグラフィ

### ヒグチアイ 名義

#### 配信限定シングル
| 発売日         | タイトル                                 | 収録アルバム | レーベル                   |
| -------------- | ---------------------------------------- | ------------ | -------------------------- |
| 2018年4月18日  | わたしはわたしのためのわたしでありたい   | 日々凛々     | テイチクエンタテインメント |
| 2019年6月19日  | 前線                                     | 一声讃歌     | テイチクエンタテインメント |
| 2019年7月31日  | どうかそのまま                           | 一声讃歌     | テイチクエンタテインメント |
| 2019年9月4日   | ラブソング                               | 一声讃歌     | テイチクエンタテインメント |
| 2019年11月6日  | 言葉のない手紙                           | 未収録       | テイチクエンタテインメント |
| 2021年4月16日  | 縁                                       | 最悪最愛     | ポニーキャニオン           |
| 2021年9月8日   | 悲しい歌がある理由                       | 最悪最愛     | ポニーキャニオン           |
| 2021年10月20日 | 距離                                     | 最悪最愛     | ポニーキャニオン           |
| 2021年11月24日 | やめるなら今                             | 最悪最愛     | ポニーキャニオン           |
| 2022年1月10日  | 悪魔の子                                 | 最悪最愛     | ポニーキャニオン           |
| 2022年11月23日 | ネオンライトに呼ばれて                   | 未収録       | ポニーキャニオン           |
| 2022年12月9日  | 小さな夢                                 | 未収録       | ポニーキャニオン           |
| 2022年12月23日 | 悪魔の子 - From THE FIRST TAKE           | 未成線上     | ポニーキャニオン           |
| 2023年1月4日   | 悲しい歌がある理由 - From THE FIRST TAKE | 未成線上     | ポニーキャニオン           |
| 2023年4月19日  | 祈り                                     | 未成線上     | ポニーキャニオン           |
| 2023年7月26日  | 恋の色                                   | 未成線上     | ポニーキャニオン           |
| 2023年8月9日   | 自販機の恋                               | 未成線上     | ポニーキャニオン           |
| 2023年8月30日  | この退屈な日々を                         | 未成線上     | ポニーキャニオン           |
| 2023年9月13日  | この退屈な日々を/誰でもない街            | 未成線上     | ポニーキャニオン           |
| 2023年11月5日  | いってらっしゃい                         | 未成線上     | ポニーキャニオン           |
| 2024年7月17日  | 誰                                       | 未収録       | ポニーキャニオン           |
| 2024年9月18日  | もしももう一度恋をするのなら             | 未収録       | ポニーキャニオン           |
| 2025年1月15日  | 雨が満ちれば                             | 未収録       | ポニーキャニオン           |
| 2025年4月23日  | 恋に恋せよ                               | 未収録       | ポニーキャニオン           |
| 2025年7月9日   | エイジング                               | 未収録       | ポニーキャニオン           |
| 2025年8月6日   | わたしの代わり                           | 未収録       | ポニーキャニオン           |

#### 配信限定EP
| 発売日       | タイトル  | レーベル         | 収録曲                                                        |
| ------------ | --------- | ---------------- | ------------------------------------------------------------- |
| 2022年7月8日 | 悪い女 EP | ポニーキャニオン | 1. 悪い女 2. しみ 3. ランチタイムラバー 4. 悪い女（弾き語り） |

#### 参加作品
| 年     | タイトル                               | アーティスト     | 収録先                                              | 担当                     | 備考                                                             |
| ------ | -------------------------------------- | ---------------- | --------------------------------------------------- | ------------------------ | ---------------------------------------------------------------- |
| 2021年 | カランコエ・モノディ feat.ヒグチアイ   | 草野華余子       | アルバム『Life is like a rolling stone』            | 共作詞・ピアノ・コーラス |                                                                  |
| 2021年 | 春花火                                 | わーすた         | シングル「春花火」                                  | 作詞                     |                                                                  |
| 2021年 | 渋谷へおいで feat.ヒグチアイ           | RYO'LEFTY'MIYATA | 配信シングル「渋谷へおいで feat.ヒグチアイ」        | 作詞・共作曲・ボーカル   |                                                                  |
| 2022年 | ひとりきりのふたり（feat. ヒグチアイ） | 香取慎吾         | アルバム『東京SNG』                                 | 共作詞・共作曲・コーラス |                                                                  |
| 2022年 | 青春コンプレックス                     | 結束バンド       | シングル「青春コンプレックス」                      | 作詞                     | テレビアニメ『ぼっち・ざ・ろっく!』オープニングテーマ            |
| 2022年 | ひとりぼっち東京                       | 結束バンド       | シングル「青春コンプレックス」                      | 作詞                     | テレビアニメ『ぼっち・ざ・ろっく!』関連曲                        |
| 2022年 | あのバンド                             | 結束バンド       | アルバム『結束バンド』                              | 作詞                     | テレビアニメ『ぼっち・ざ・ろっく!』劇中歌                        |
| 2022年 | 星座になれたら                         | 結束バンド       | アルバム『結束バンド』                              | 作詞                     | テレビアニメ『ぼっち・ざ・ろっく!』劇中歌                        |
| 2023年 | 透明人間                               | 青山吉能         | アルバム『la valigia』                              | 作詞・作曲・コーラス     |                                                                  |
| 2023年 | 青い春と西の空                         | 結束バンド       | シングル『光の中へ』                                | 作詞                     |                                                                  |
| 2024年 | 月並みに輝け                           | 結束バンド       |                                                     | 作詞                     | アニメ「ぼっち・ざ・ろっく!」劇場総集編オープニングテーマ        |
| 2024年 | ニュアンスで伝えて feat. ヒグチアイ    | GOOD BYE APRIL   | 配信シングル「ニュアンスで伝えて feat. ヒグチアイ」 | ボーカル                 | 読売テレビ『川島・山内のマンガ沼』2024年5・6月エンディングテーマ |

### 天々高々 名義

#### 配信シングル
| 発売日        | タイトル     | 収録アルバム       | レーベル         | 備考                                            |
| ------------- | ------------ | ------------------ | ---------------- | ----------------------------------------------- |
| 2026年2月14日 | ロマンス     | 配信EP『ごちそう』 | ポニーキャニオン |                                                 |
| 2025年4月2日  | がたんごとん | 配信EP『ごちそう』 | ポニーキャニオン | ABEMA「ABEMA Prime」2025年5月エンディングテーマ |
| 2025年5月9日  | 5959         | 配信EP『ごちそう』 | ポニーキャニオン | MVには今野浩喜が出演。                          |

#### 配信EP
| 発売日       | タイトル | レーベル         | 備考                                                                           |
| ------------ | -------- | ---------------- | ------------------------------------------------------------------------------ |
| 2025年6月6日 | ごちそう | ポニーキャニオン | 収録曲「やったぜべいべー」は、 AOI Pro. コント公演 「混頓vol.6」テーマソング。 |

## タイアップ
| 年     | 曲名                         | タイアップ                                                                          |
| ------ | ---------------------------- | ----------------------------------------------------------------------------------- |
| 2017年 | やわらかい仮面               | テレビ東京系 テレビアニメ『闇芝居』第五期エンディングテーマ                         |
| 2021年 | 縁                           | テレビ東京系 ドラマ24『生きるとか死ぬとか父親とか』エンディングテーマ               |
| 2022年 | 悪魔の子                     | テレビアニメ『進撃の巨人 The Final Season Part 2』エンディングテーマ                |
| 2022年 | 悪い女                       | テレビ東京系 ドラマ24『雪女と蟹を食う』エンディングテーマ                           |
| 2022年 | しみ                         | ディズニープラス スター 配信ドラマ『すべて忘れてしまうから』第3話エンディングテーマ |
| 2022年 | 小さな夢                     | NHK みんなのうた 2022年12月〜2023年1月 オンエア楽曲                                 |
| 2023年 | 祈り                         | 2023年度競輪ブランド新TVCM『並走のリレー』篇CMソング                                |
| 2023年 | 恋の色                       | テレビ東京系 ドラマ24『初恋ざらり』エンディングテーマ                               |
| 2023年 | 自販機の恋                   | 映画『その恋、自販機で買えますか?』主題歌                                           |
| 2023年 | この退屈な日々を             | 映画『女子大小路の名探偵』主題歌                                                    |
| 2023年 | しみ                         | テレビ東京系 ドラマ25 『すべて忘れてしまうから』第3話エンディングテーマ             |
| 2023年 | いってらっしゃい             | テレビアニメ『進撃の巨人 The Final Season 完結編』エンディングテーマ                |
| 2024年 | わがまま                     | KOSE『サンカットトーンアップUV』CMソング                                            |
| 2024年 | 誰                           | 映画『あのコはだぁれ?』主題歌                                                       |
| 2024年 | もしももう一度恋をするのなら | ABEMA 結婚決断リアリティ番組『さよならプロポーズ』テーマソング                      |
| 2025年 | 雨が満ちれば                 | TBSテレビ ドラマストリーム『地獄の果てまで連れていく』主題歌                        |
| 2025年 | 恋に恋せよ                   | Huluオリジナルドラマ『おとなになっても』主題歌                                      |
| 2025年 | もしももう一度恋をするのなら | ABEMA 結婚決断リアリティ番組『さよならプロポーズ via スペイン』テーマソング         |
| 2026年 | Endless Blue                 | Steam向けゲームソフト『Tomo: Endless Blue』テーマソング                             |

## メディア出演・執筆

### テレビ
- 上田と女が吠える夜（日本テレビ）
  - 2022年7月13日放送「ほんとにあったある意味怖い話」
  - 2024年8月21日放送「夏休み企画!背筋がヒヤッと…ちょっと怖い話で涼む夜」
- 上田と女がDEEPに吠える夜（日本テレビ）
  - 2024年11月19日放送「令和のネオ不倫」

### ドラマ
- すべて忘れてしまうから（2022年9月28日、ディズニープラス スター）- 第3話ゲスト出演[68]

### ラジオ
- Music Spice+!（2018年 - 2020年、FM FUJI）
- 女が音楽を始めるときはモテたいからじゃない（2020年 - 2021年、文化放送）※毎月第5週目を担当[69]
- ヒグチアイ このさみしさに終わりはあるのか（2022年3月28日 - 2024年5月27日、ニッポン放送）※毎週月曜日18:50-19:20
- Room in the ear ～天々高々のわくわくラジオ～（2025年4月6日 - 、FM FUJI）※『天々高々』としてのレギュラー番組[46]。

### CM
- MAZDA『心よ走れ。感動篇』（2024年2月21日 - ）[70]

### 舞台
- シンフォニー音楽劇『蜜蜂と遠雷』～ひかりを聴け～（2021年3月27日～4月11日、KAAT神奈川芸術劇場／4月17日・18日、新歌舞伎座／5月1日～3日、博多座）- 栄伝亜夜 役[71]

### 連載コラム
- ヒグチアイとBL沼にハマりませんか? in コミコミスタジオ（2024年1月19日 - 、コミコミスタジオ）[72][22]

### その他
- 燃え殻『夢に迷って、タクシーを呼んだ』新潮文庫版 解説（2024年1月、新潮社）[73]